# Merlin ou le Cours de l'or
Pour plus de détails, voir Fiche technique et Distribution.
Merlin ou le Cours de l'or est un film français réalisé par Arthur Joffé, sorti en 1982.

## Synopsis
Une vieille dame cohabite dans un petit appartement avec Merlin, un cheval, dont elle est éprise, et un jeune homme qui a un grand intérêt pour les lingots d'or qu'elle possède.

## Fiche technique
- Titre : Merlin ou le Cours de l'or
- Réalisation : Arthur Joffé
- Scénario : Arthur Joffé
- Musique : Marc-Olivier Dupin et Richard Kolinka
- Photographie : Dominique Chapuis
- Montage :
- Société de production : Jetlag Films, Dune et TF1 Films Production
- Pays :  France
- Genre : Drame
- Durée : 77 minutes
- Dates de sortie : 
  -  France : mai 1982 (Festival de Cannes)

## Distribution
- Simone Carle : la mère
- Dominique Pinon : le fils
- Sylvie Huguel

## Distinctions
Le film a reçu la Palme d'or du court métrage lors du Festival de Cannes 1982 et a été nommé pour le César du meilleur court métrage.